# Superliga de Serbia 2025-26
La temporada 2025-26 es la 20.ª edición de la Superliga de Serbia, la máxima categoría del fútbol serbio. La competición inició el 19 de julio de 2025 y finalizará en junio de 2026.
Estrella Roja es el campeón defensor tras ganar el 36.º título de liga.

## Formato
Los 16 equipos participantes jugaron entre sí todos contra todos dos veces totalizando 30 partidos cada uno. Al término de la fecha 30 los 8 primeros pasarán a jugar en el Grupo campeonato, mientras que los 8 restantes lo hará en el Grupo descenso: dentro de cada grupo los equipos jugarán entre sí una sola vez, sumando 7 partidos más.
El primer clasificado del grupo campeonato obtendrá un cupo para la segunda ronda de clasificación de la Liga de Campeones 2026-27, el segundo y el tercer clasificadon tendrán plazas para la segunda ronda de la a Liga Conferencia 2026-27; por otro lado los dos últimos clasificados del grupo descenso serán relegados a la Prva Liga Srbija 2025-26 y el 14.º y el 13.º jugarán la promoción de descenso.
Un cupo para la primera ronda de la Liga Europa 2026-27 será asignado al campeón de la Copa de Serbia.

## Ascensos y descensos
| Pos. | Descendidos de la Superliga de Serbia 2024-25 |
| ---- | --------------------------------------------- |
| 15.º | Tekstilac Odžaci                              |
| 16.º | Jedinstvo Ub                                  |

| Pos. | Ascendidos de la Primera Liga Serbia 2024-25 |
| ---- | -------------------------------------------- |
| 1.º  | Radnik Surdulica                             |
| 2.º  | Javor Ivanjica                               |

## Equipos participantes
| Equipo                    | Ciudad       | Estadio                    | Capacidad |
| ------------------------- | ------------ | -------------------------- | --------- |
| OFK Belgrado              | Belgrado     | Omladinski Stadion         | 19,100    |
| FK Čukarički              | Belgrado     | Čukarički Stadium          | 4,070     |
| FK IMT                    | Novi Beograd | Stadion Shopping Center    | 5,175     |
| FK Javor Ivanjica         | Ivanjica     | Stadion kraj Moravice      | 5,000     |
| FK Mladost Lučani         | Lučani       | Mladost Stadium            | 5,944     |
| FK Napredak Kruševac      | Kruševac     | Mladost Stadium            | 10,331    |
| FK Partizan               | Belgrado     | Partizan Stadium           | 32,710    |
| FK Radnik Surdulica       | Surdulica    | Surdulica City Stadium     | 3,312     |
| FK Radnički 1923          | Kragujevac   | Čika Dača Stadium          | 15,100    |
| FK Radnički Niš           | Niš          | Čair Stadium               | 18,151    |
| Estrella Roja de Belgrado | Belgrado     | Rajko Mitić Stadium        | 55,538    |
| FK Spartak Subotica       | Subotica     | Subotica City Stadium      | 13,000    |
| FK Vojvodina              | Novi Sad     | Karađorđe Stadium          | 14,458    |
| TSC Bačka Topola          | Bačka Topola | TSC Arena                  | 4,500     |
| FK Železničar Pančevo     | Pančevo      | Stadion SC Mladost         | 2,300     |
| FK Novi Pazar             | Novi Pazar   | Gradski Stadion Novi Pazar | 15,000    |

## Fase regular

### Tabla de posiciones
| Pos. | Equipo             | Pts. | PJ | G | E | P | GF | GC | Dif. | Clasificación    |
| ---- | ------------------ | ---- | -- | - | - | - | -- | -- | ---- | ---------------- |
| 1    | Partizán           | 12   | 4  | 4 | 0 | 0 | 15 | 4  | +11  | Grupo Campeonato |
| 2    | Estrella Roja      | 12   | 4  | 4 | 0 | 0 | 16 | 7  | +9   | Grupo Campeonato |
| 3    | Vojvodina          | 10   | 4  | 3 | 1 | 0 | 9  | 4  | +5   | Grupo Campeonato |
| 4    | Čukarički          | 10   | 5  | 3 | 1 | 1 | 8  | 6  | +2   | Grupo Campeonato |
| 5    | Železničar Pančevo | 8    | 5  | 2 | 2 | 1 | 8  | 3  | +5   | Grupo Campeonato |
| 6    | Novi Pazar         | 7    | 4  | 2 | 1 | 1 | 8  | 6  | +2   | Grupo Campeonato |
| 7    | TSC Bačka Topola   | 7    | 5  | 2 | 1 | 2 | 5  | 5  | 0    | Grupo Campeonato |
| 8    | OFK Belgrado       | 6    | 5  | 2 | 0 | 3 | 7  | 13 | −6   | Grupo Campeonato |
| 9    | Mladost Lučani     | 5    | 5  | 1 | 2 | 2 | 5  | 9  | −4   | Grupo Descenso   |
| 10   | Radnički Niš       | 4    | 5  | 1 | 1 | 3 | 7  | 10 | −3   | Grupo Descenso   |
| 11   | Spartak Subotica   | 4    | 5  | 1 | 1 | 3 | 6  | 9  | −3   | Grupo Descenso   |
| 12   | Radnik Surdulica   | 4    | 5  | 1 | 1 | 3 | 3  | 6  | −3   | Grupo Descenso   |
| 13   | IMT                | 4    | 5  | 1 | 1 | 3 | 6  | 14 | −8   | Grupo Descenso   |
| 14   | Radnički 1923      | 3    | 4  | 0 | 3 | 1 | 4  | 5  | −1   | Grupo Descenso   |
| 15   | Napredak Kruševac  | 3    | 5  | 0 | 3 | 2 | 4  | 10 | −6   | Grupo Descenso   |
| 16   | Javor Ivanjica     | 2    | 4  | 0 | 2 | 2 | 4  | 11 | −7   | Grupo Descenso   |

Actualizado a los partidos jugados el 18 de agosto de 2025.
 Fuente: SoccerWay
Criterios de clasificación: 1) Puntos; 2) Puntos en partidos directos; 3) Gol diferencia en partidos directos; 4) Goles anotados en partidos directos; 5) Goles de visitante en partidos directos (si dos equipos están empatados); 6) Gol diferencia; 7) Goles anotados; 8) Ranking Fair Play; 9) Sorteo.

### Resultados
| Local \ Visitante  | ČUK | ERB | IMT | JIV | MLA | NAP | NPZ | OFK | PAR | RSU | RDK | RNI | SPA | TSC | VOJ | ŽEL |
| ------------------ | --- | --- | --- | --- | --- | --- | --- | --- | --- | --- | --- | --- | --- | --- | --- | --- |
| Čukarički          | —   |     |     |     |     | 1–0 |     |     |     |     |     | 1–1 | 2–1 |     |     |     |
| Estrella Roja      |     | —   |     | 4–0 |     |     |     | 7–1 | a   |     |     |     |     | 1–0 |     |     |
| IMT                | 1–3 |     | —   |     |     |     |     |     |     |     |     |     |     |     |     | 1–4 |
| Javor Ivanjica     |     |     |     | —   |     |     |     |     | Apl |     | 2–2 |     |     |     |     |     |
| Mladost Lučani     |     | 1–4 | 1–1 |     | —   |     |     |     |     | 1–0 |     |     |     |     |     |     |
| Napredak Kruševac  |     |     |     |     |     | —   | 2–2 |     | 2–7 |     |     |     |     |     |     |     |
| Novi Pazar         |     |     | 1–2 |     |     |     | —   |     |     | 2–0 | Apl |     |     |     |     |     |
| OFK Belgrado       |     |     |     | 1–0 |     |     |     | —   |     |     |     |     | 1–3 |     | 1–2 |     |
| Partizán           |     | a   | 5–1 |     |     |     |     |     | —   |     | 2–1 |     |     |     |     |     |
| Radnik Surdulica   | 3–1 |     |     |     |     |     |     |     |     | —   |     |     |     | 0–0 |     |     |
| Radnički 1923      |     |     |     |     |     | 0–0 |     |     |     |     | —   |     |     |     |     | 1–1 |
| Radnički Niš       |     |     |     |     | 3–1 |     | 2–3 |     |     |     |     | —   |     |     |     |     |
| Spartak Subotica   |     |     |     |     | 1–1 |     |     |     |     |     |     |     | —   |     | 1–3 |     |
| TSC Bačka Topola   |     |     |     |     |     |     |     | 1–3 |     |     |     | 2–1 | 2–0 | —   |     |     |
| Vojvodina          |     | Apl |     | 2–2 |     |     |     |     |     | 2–0 |     |     |     |     | —   |     |
| Železničar Pančevo |     |     |     |     |     | 0–0 |     |     | 0–1 |     |     | 3–0 |     |     |     | —   |